# Strada statale 8 Via del Mare
La ex strada statale 8 Via del Mare (SS 8), ora strada provinciale 8 Via del Mare (SP 8), è una strada provinciale italiana interamente ricadente nel territorio della città di Roma.

## Percorso
Ha inizio a sud della città di Roma, non molto lontano dal quartiere EUR, ed è una tipica strada ad alta percorrenza. Usciti dal centro abitato di Roma, la strada prosegue verso sud-ovest, toccando le frazioni di Vitinia, Acilia, il borgo di Ostia Antica e arriva infine al Lido di Ostia, sempre nel comune di Roma, dove termina il suo percorso.

## Storia
Il progettista dell'iniziale autostrada fu Piero Puricelli, direttore lavori, invece, Ugo Conte. Fu inaugurata nel 1928. Fino agli anni sessanta era classificata come autostrada e conosciuta semplicemente come Via del Mare; successivamente, è stata incorporata nella rete delle strade statali e ha assunto la numerazione di SS 8, che in precedenza apparteneva all'adiacente via Ostiense (da allora riclassificata strada statale 8 bis Via Ostiense).
In seguito al decreto legislativo n. 112 del 1998, dal 2001, la gestione è passata dall'Anas alla provincia di Roma (ed a sua volta all'ente di Roma Capitale) e, di conseguenza, è stata classificata come strada provinciale.

## Caratteristiche
La via del Mare presenta due peculiarità: 
- Nel tratto compreso da Roma alla zona di Ostia Antica è precluso il traffico veicolare per tutte le categorie di mezzi motorizzati e non ad eccezione delle sole autovetture;
- La velocità massima consentita su tutto il tratto è di 70 km/h.